# Kalman Taigman
Kalman Taigman, även Teigman, född 24 december 1923 i Warszawa, död 26 juli 2012 i Tel Aviv, var en överlevare från förintelselägret Treblinka. Han tillhörde lägrets Sonderkommando och var en av dem som flydde den 2 augusti 1943. År 1961 vittnade Taigman vid rättegången mot Adolf Eichmann i Jerusalem.

## Biografi
Kalman Taigman studerade i Warszawa före andra världskriget. År 1935 emigrerade hans far till Palestina med intentionen att familjen skulle följa efter, men kriget utbröt och Taigman och hans mor spärrades in i Warszawas getto. De båda deporterades till Treblinka år 1942. Treblinka, som var ett av lägren inom Operation Reinhard, var officiellt i bruk från den 23 juli 1942 till den 19 oktober 1943. Vid ankomsten till Treblinka fördes Taigmans mor direkt till gaskamrarna, medan Taigman själv beordrades att sortera offrens tillhörigheter.
Den 2 augusti 1943 gjorde fångarna i Treblinka uppror och omkring 50 av dem lyckades fly till friheten. Året därpå emigrerade han till Palestina. År 1961 ställdes den före detta SS-officeren Adolf Eichmann inför rätta i Jerusalem, anklagad för att bland annat ha organiserat deportationstågen till den nazistiska förintelselägren. Bland vittnena återfanns Taigman och Eliahu Rosenberg. Tillsammans med Samuel Willenberg och Pinhas Epstein brukade Taigman och Rosenberg årligen träffas för att högtidlighålla minnet av upproret i Treblinka.
År 1986 inleddes rättegången mot John Demjanjuk som anklagades för att vara identisk med en sadistisk vakt som tjänstgjort i Treblinka och Sobibór. Taigman uppmanades att vittna mot Demjanjuk, men vägrade då Demjanjuk, enligt Taigman, aldrig varit i Treblinka.
Kalman Taigman avled av en hjärntumör 2012.